# 464 до н. е.

## Події
- Консулами Римської республіки були обрані Авл Постумій Альб Регіллен та Спурій Фурій Медуллін Фуз. Вони вели війну проти племен еквів на території союзників Риму герніків. Спочатку війна йшла невдало для римлян, але в кінці року вони досягли перемоги
- Повстання ілотів в Спарті.

### Астрономічні явища
- 11 травня. Часткове сонячне затемнення.[1]
- 9 червня. Часткове сонячне затемнення.[1]
- 4 листопада. Кільцеподібне сонячне затемнення.[1]